# 4-polytope
En géométrie, un 4-polytope (appelé également polychore) est un polytope de l'espace à quatre dimensions,. C'est une figure connexe, composée d'un nombre fini de polytopes de dimension inférieure : des sommets, des arêtes, des faces (qui sont des polygones), et des cellules (qui sont des polyèdres), chaque face appartenant à exactement deux cellules. Le 4-polytope le plus connu est le tesseract  (ou hypercube), analogue en  4D du cube. 

## Définition
La définition des 4-polytopes varie selon les auteurs. Une définition simple des 4-polytopes convexes est d'être l'enveloppe convexe d'un ensemble fini de points de {\displaystyle \mathbb {R} ^{4}} non tous situés dans le même hyperplan. Il est facile alors de définir les sommets, les arêtes, les faces et les cellules du polytope comme les polytopes de dimension inférieure inclus dans la frontière ; on en déduit une définition plus abstraite, et ne se limitant pas à la convexité, comme ensemble de polyèdres de {\displaystyle \mathbb {R} ^{4}} ayant une structure combinatoire convenable (par exemple, chaque polygone appartient exactement à deux polyèdres) ; cette description a amené à la notion encore plus abstraite de complexe simplicial.

## Visualisation
Une véritable visualisation des 4-polytopes étant impossible dans l'espace usuel, plusieurs méthodes ont été imaginées pour les représenter.
Projections orthogonale
Les projections orthogonales sont particulièrement utiles pour mettre en évidence les symétries de certains 4-polytopes. Elles peuvent être dessinées dans le plan comme des graphes montrant les sommets et les arêtes, ou dans l'espace (en mettant les 2-faces en évidence).
Projections en perspective
Une des projections les plus utiles pour donner un sens de la profondeur dans la quatrième dimension est le diagramme de Schlegel, une projection stéréographique des sommets du polytope (supposés inscrits dans une 3-sphère) vers l'espace usuel, et connectant ensuite ces sommets par des arêtes (qui ne sont pas nécessairement les projetés des arêtes réelles).
Sections

Patron d'un tesseract et son pliage

Une section d’un polyèdre par un plan est un polygone ; de même, couper un 4-polytope par un hyperplan  fait apparaître un polyèdre. Une suite de ces sections par des hyperplans parallèles donne une idée de la forme globale, et on peut en donner une représentation animée, ce qui revient à utiliser le temps comme quatrième dimension.
Patrons
Le patron d'un 4-polytope est formé de cellules polyhédrales  connectées par leurs faces ; reconstruire le polytope demande en plus des indications de pliage dans la quatrième dimension.

## Caractéristiques topologiques

Diagramme de Schlegel du tesseract.

La caractéristique d'Euler, suffisante pour classer les polyèdres (et plus généralement les surfaces compactes de l'espace à trois dimensions) à isomorphisme près, ne se généralise pas utilement aux dimensions supérieures, ce qui a amené à la découverte des nombres de Betti ; de même, l'orientabilité doit être remplacée par l'étude plus générale de la torsion des groupes d'homologie du polytope.

## Classifications

### Terminologie
- Un 4-polytope est convexe si sa frontière (cellules, faces et arêtes) ne s'intersecte pas elle-même et si tout segment joignant deux points de la frontière est contenu dans le polytope ; sinon, il est non-convexe.  Les 4-polytopes qui s'auto-intersectent sont dits étoilés (en), par analogie avec les polygones étoilés et les polyèdres de Kepler–Poinsot.
- Un 4-polytope est régulier s'il est transitif sur ses drapeaux. On démontre que c'est équivalent à ce que toutes ses cellules soient des polyèdres réguliers congruents, et que toutes ses figures de sommet soient d'autres polyèdres réguliers congruents.

- Un 4-polytope convexe est semi-régulier (en) si toutes ses cellules sont des polyèdres réguliers et s'il existe un groupe de symétrie transitif sur les sommets, mais qu'il n'est pas régulier. Il n'existe que 3 polytopes semi-réguliers, identifiés par Thorold Gosset en 1900 : le pentachore rectifié, l'hexacosichore rectifié (en), et l'icositétrachore adouci (en).
- Un 4-polytope est uniforme (en) si toutes ses cellules sont des polyèdres uniformes et s'il existe un groupe de symétrie transitif sur les sommets. Les 2-faces d'un 4-polytope uniforme sont des polygones réguliers.
- Un 4-polytope est scaliforme (en) s'il est transitif sur les sommets, et si toutes ses arêtes sont de même longueur. Les cellules peuvent donc être non uniformes, et par exemple être des solides de Johnson.
- Un 4-polytope est prismatique si c'est le produit cartésien de polytopes de dimensions inférieures.

### Classes

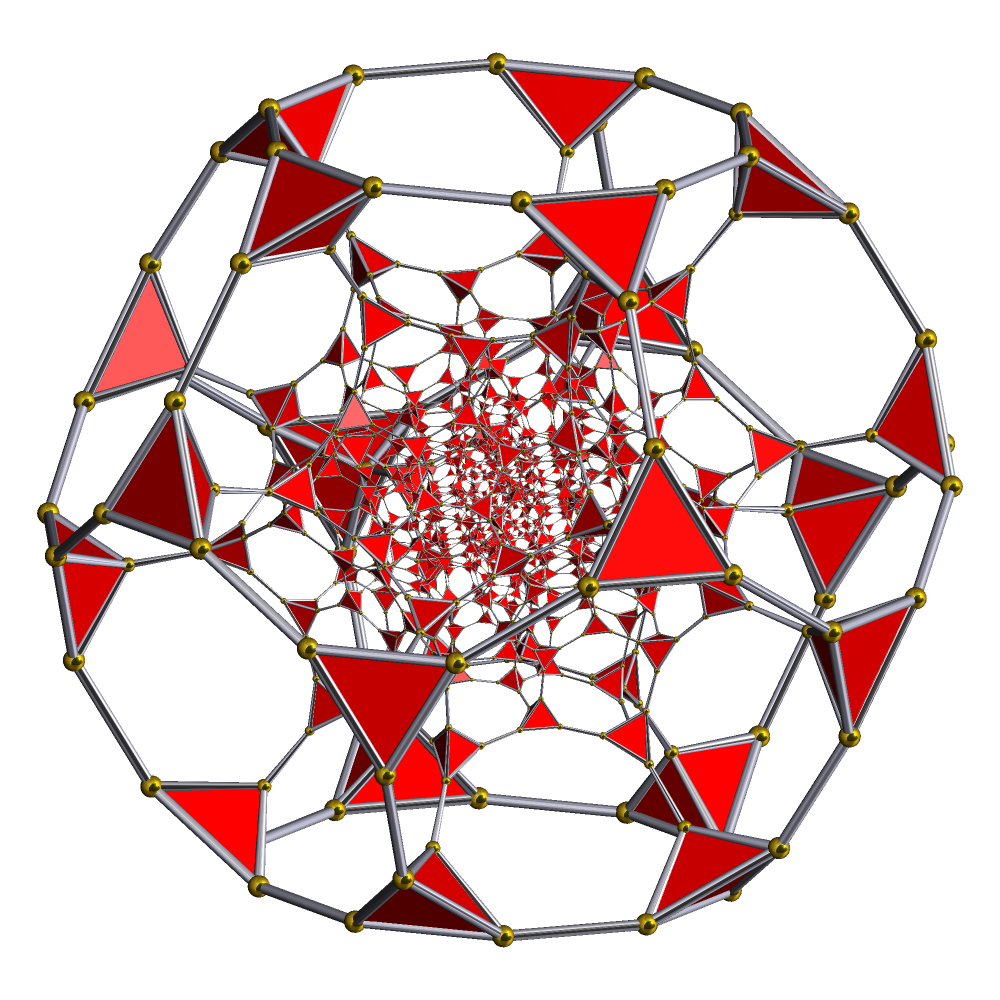
Le est un des quarante-sept 4-polytopes uniformes convexes non prismatiques.

Les classes suivantes regroupent des polytopes présentant de nombreuses symétries. D'autres classes ont été étudiées, mais généralement de manière beaucoup moins exhaustive.
4-polytopes uniformes :
- 4-polytopes uniformes convexes (64, plus deux familles infinies)
  - 47 non-prismatiques, incluant :
    - les six 4-polytopes réguliers convexes (les polychores réguliers )

  - 18 hyperprismes  polyhédriques  de type  { } × {p,q} (parmi lesquels l'hypercube )
  - Une famille infinie de prismes construits sur des antiprismes, appelés prismes antiprismatiques
  - Une famille infinie de duoprismes de type {p} × {q}
- 4-polytopes uniformes non convexesLe grand 120-cellules étoilé est le plus grand des dix 4-polytopes réguliers étoilés ; il possède 600 sommets.

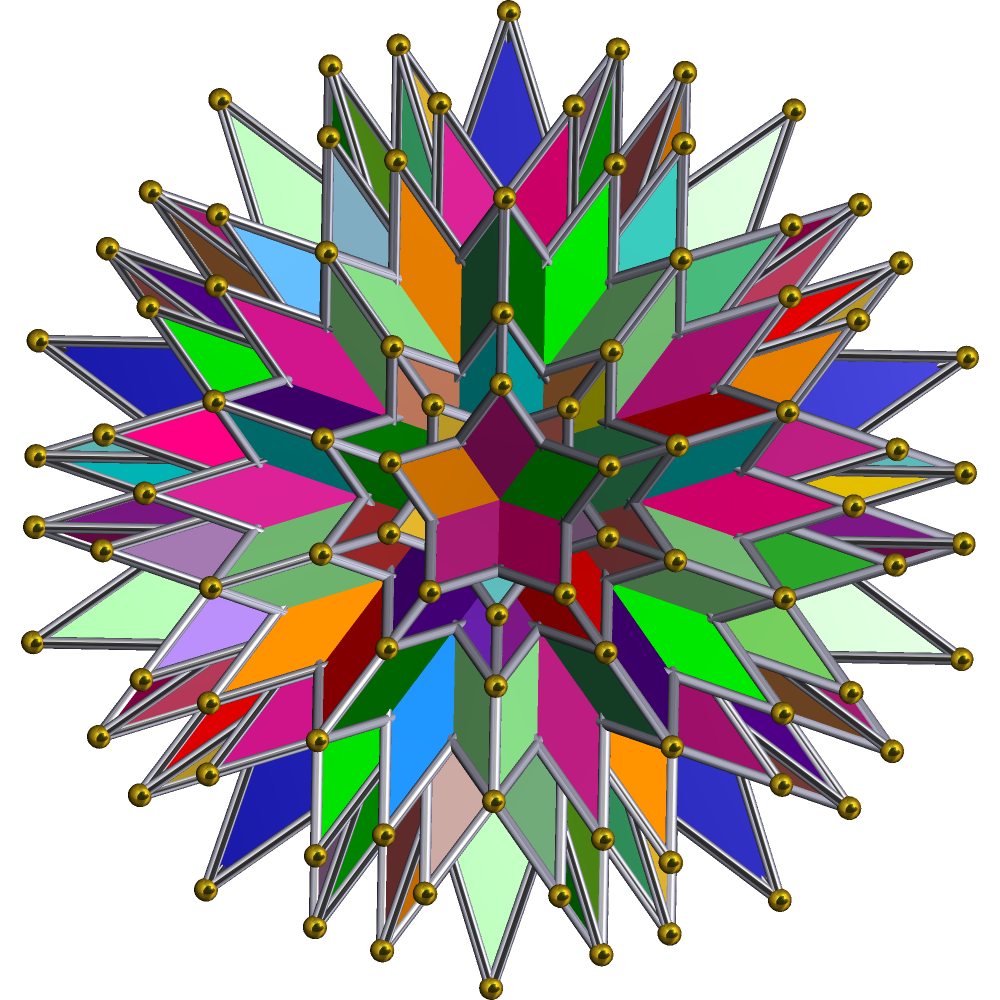
Le grand 120-cellules étoilé est le plus grand des dix 4-polytopes réguliers étoilés ; il possède 600 sommets.

  - 10 polytopes réguliers étoilés (les polychores de Schläfli-Hess)
  - 57 hyperprismes construits sur les polyèdres uniformes étoilés
  - D'autres 4-polytopes uniformes non convexes, en nombre total encore inconnu : en 2005, Norman Johnson et ses collaborateurs en avaient identifié plus de 1800, en utilisant le logiciel Stella 4D (en)[5]

Autres classes
- Hyperpyramides
- Hyperprismes

## Généralisations

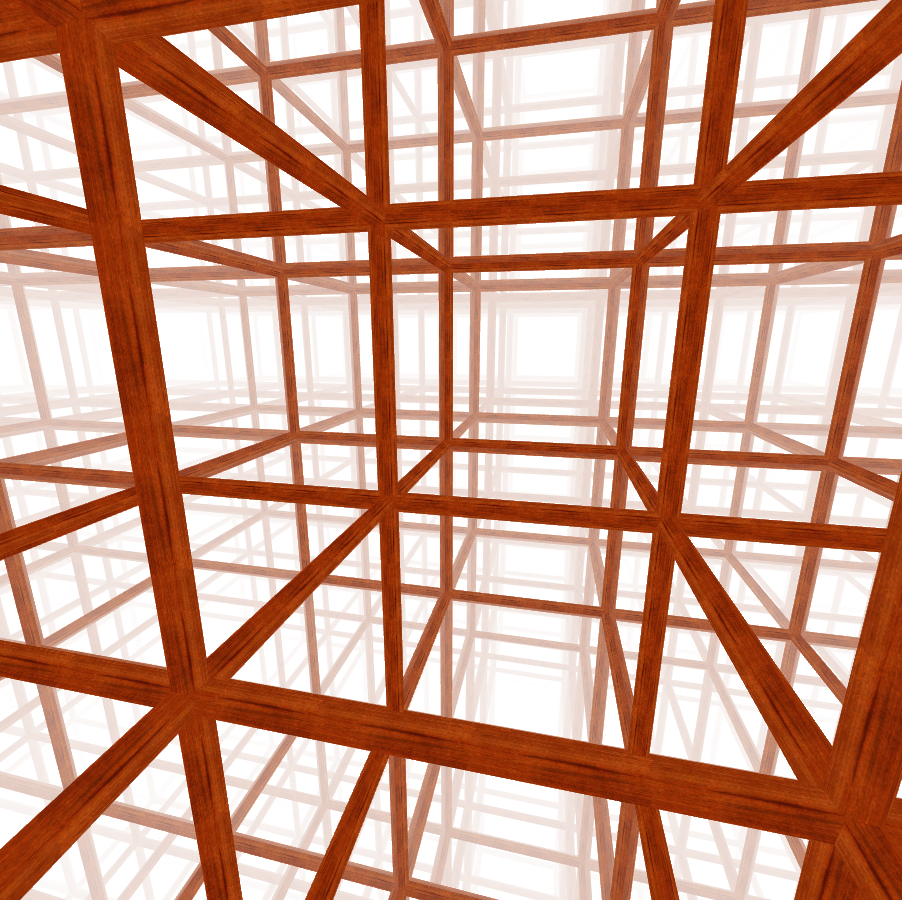
Le pavage cubique est le seul 4-polytope infini régulier dans l'espace euclidien à trois dimensions.

Les pavages de l'espace (à trois dimensions) généralisent les 4-polytopes (ce sont des 4-polytopes infinis), tout comme les pavages du plan généralisent les polyèdres. Un pavage uniforme est constitué de polyèdres uniformes.
4-polytopes uniformes infinis de l'espace euclidien
- 28 pavages convexes uniformes (en), parmi lesquels 1 pavage régulier, le pavage cubique {4,3,4}.

4-polytopes uniformes infinis de l'espace hyperbolique
- 76 pavages dits wythoffiens, parmi lesquels 4 pavages réguliers : {3,5,3}, {4,3,5}, {5,3,4} et {5,3,5}.

Les polytopes abstraits sont des structures combinatoires analogues aux polytopes, mais n'ayant pas de réalisation géométrique. Un exemple en dimension 2 est le digone.

Le est un 4-polytope régulier abstrait, représentable en identifiant (par les couleurs) ses 11 cellules hémi-icosaédrales.

4-polytopes uniformes abstraits
- 11-cellules (en)
- 57-cellules (en)